# Lars Ulrik Mortensen
Lars Ulrik Mortensen (Esbjerg, 9 de noviembre de 1955) es un clavecinista y director de orquesta danés, principalmente de música barroca solista, música de cámara y repertorio de música antigua.

## Biografía
Lars Ulrik Mortensen nació en 1955. Su padre fue el director de orquesta Bent Mortensen. Estudió con Karen Englund (clavecín) y Jesper Bøje Christensen (bajo cifrado) en la Real Academia Danesa de Música en Copenhague y con Trevor Pinnock en Londres.
Tiene una carrera como solista y músico de cámara en Europa, América del Norte, Sudamérica y Japón. De 1988 a 1990 fue clavecinista en el London Baroque y de 1990 a 1993 fue miembro del Collegium Musicum 90. Aparece regularmente con la cantante Emma Kirkby, el violinista John Holloway y el violonchelista y gambista Jaap ter Linden. Ha grabado para Archiv Produktion (3.er clavicémbalo en los conciertos para 3 y 4 clavecines de Bach con The English Concert), Harmonia Mundi, Kontrapunkt y Dacapo y su grabación de las Variaciones Goldberg de Bach le valió un Diapason d'Or. Es el director artístico del Concerto Copenhague y aparece regularmente dirigiendo ópera en el Teatro Real de Copenhague. También es director artístico de la Orquesta Barroca de la Unión Europea desde 2004.
De 1996 a 1999 fue profesor de clavecín y práctica escénica en la Escuela Superior de Música y Teatro de Múnich. En 2007 fue galardonado con el Premio musical Léonie Sonning, el principal premio musical de Dinamarca.

## Grabaciones
La siguiente lista está ordenada alfabéticamente por compositor y forma musical.
- Dietrich Buxtehude (música de cámara)

"Buxtehude – Seven Sonatas, Op.1" (1994, Dacapo)
"Buxtehude – Seven Trio Sonatas, Op.2" (1994, Dacapo)
"Buxtehude – Six Sonatas" (1994, Dacapo)
- Dietrich Buxtehude (solo para clavecín)

"Dietrich Buxtehude – Harpsichord Music, Vol. 1" (1998, Dacapo)
"Dietrich Buxtehude – Harpsichord Music, Vol. 2" (1998, Dacapo)
"Dietrich Buxtehude – Harpsichord Music, Vol. 3" (1998, Dacapo)
- Dietrich Buxtehude (música vocal)

"Dietrich Buxtehude – Vocal Music, Vol.1" (1996, Dacapo)
- Georg Philipp Telemann (sonatas para flauta con acompañamiento)

"Telemann: 6 Recorder Sonatas" (Kontrapunkt)
- Johann Adolph Scheibe, Martin Ræhs (sonatas para flauta con acompañamiento)

"Flute Sonatas" (2002, Dacapo)
- Johann Jakob Froberger (solo para clavecín)

"Johann Jacob Froberger – Harpsichord Music" (1990, Kontrapunkt)
- Johann Sebastian Bach (solo para clavecín)

"Bach: 8 suites in French style, BWV 812-819" (2005, Kontrapunkt)
"Bach: Clavierübung Zweiter Teil" (2005, Kontrapunkt)
"Bach: Goldberg Variations" (2005, Kontrapunkt)